# Ruan Lingyu
Ruan Lingyu (kinesiska: 阮玲玉, pinyin: Ruǎn Língyù), bördig från Zhongshan, Guangdong, född i Shanghai 26 april 1910 som Ruan Fenggeng 阮凤根, skolnamn Ruan Yuying 阮玉英, död 8 mars 1935 var en av de största kinesiska stumfilmsstjärnorna i slutet av 1920- och början av 1930-talet. 
Hon var även känd under sitt engelska namn, Lily Yuen. Hennes liv och öde har blivit material för en stor mängd kinesisk litteratur, film, drama och forskning. Ryan Lingyu tog sitt liv den 8 mars 1935.

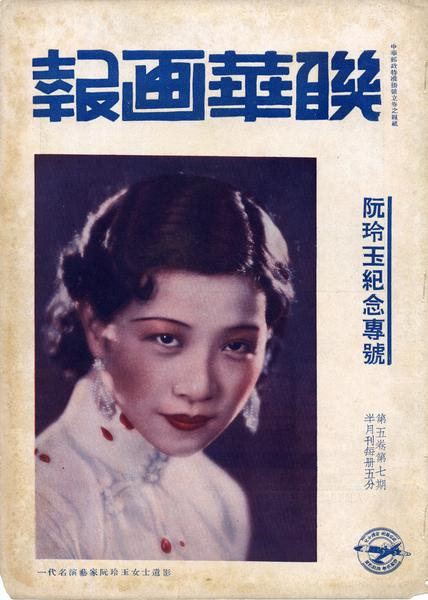
Speciellt minnesnummer om Ruan Lingyu, Lianhua Huabao, 1 april 1935

## Inkomplett filmografi
- Xin nüxing (New Women) (1934)
- Shennü (Goddess) (1934)
- San ge modeng nüxing (Three Modern Women) (1933)
- Xiao wanyi (Little Toys) (1933)
- Xu gudu chunmeng (Reminiscence of Peking) (1932)
- Lianai yu yiwu (Love and Duty) (1931)
- Taohua qixueji (Peach Blossom Bleeds Tears of Blood) (1931)
- Yijian mei (1931)
- Yecao xianhua (Wild Flowers by the Road) (1930)
- Zisha hetong (Suicide Contract) (1929)
- Jiehou guhong (1929)
- Qingyu baojian (1929)
- Bayun Ta (White Cloud Pagoda) (1928)
- Guaming de fuqi (The Couple in Name) (1927)